# Norgesmesterskapet 2001
La Norgesmesterskapet 2001 di calcio fu la 96ª edizione della manifestazione. Iniziò l'8 maggio e si concluse il 4 novembre 2001 con la finale all'Ullevaal Stadion, vinta dal Viking per 3-0 sul Bryne. La squadra detentrice era l'Odd Grenland.

## Formula
La competizione fu interamente ad eliminazione diretta. Tutti i turni si svolsero in gara unica, con eventuali tempi supplementari e calci di rigore.

## Calendario

### Primo turno
|                    | Risultato |                   | Data               |
| ------------------ | --------- | ----------------- | ------------------ |
| Sparta Undom       | 0-5       | Kvik Halden       | 8 maggio ore 18.30 |
| Rosseland          | 0-3       | Bryne             | 8 maggio ore 19.00 |
| Nidelv             | 3-5       | Ranheim           | 8 maggio ore 21.00 |
| Harstad            | 6-2       | Lofoten           | 9 maggio ore 17.00 |
| Start              | 3-0       | Vigør             | 9 maggio ore 18.00 |
| Aalesund           | 5-0       | Spjelkavik        | 9 maggio ore 18.00 |
| Kolstad            | 1-6       | Byåsen            | 9 maggio ore 18.00 |
| Malvik             | 1-7       | Vålerenga         | 9 maggio ore 18.00 |
| Stålkameratene     | 1-2       | Mo                | 9 maggio ore 18.00 |
| Grorud             | 0-6       | Stabæk            | 9 maggio ore 18.30 |
| Grei               | 1-4       | Eidsvold Turn     | 9 maggio ore 18.30 |
| Romerike           | 3-0       | Ullern            | 9 maggio ore 18.30 |
| Ullensaker/Kisa    | 0-3       | Lørenskog         | 9 maggio ore 18.30 |
| Aurskog/Finstadbru | 1-2       | Hønefoss          | 9 maggio ore 18.30 |
| Galterud           | 0-2       | Kongsvinger       | 9 maggio ore 18.30 |
| Nybergsund         | 2-1       | Bærum             | 9 maggio ore 18.30 |
| Lillehammer        | 1-0       | Gjøvik-Lyn        | 9 maggio ore 18.30 |
| HamKam             | 5-0       | Fart              | 9 maggio ore 18.30 |
| Toten              | 0-2       | Raufoss           | 9 maggio ore 18.30 |
| Ørn-Horten         | 4-0       | Runar             | 9 maggio ore 18.30 |
| Larvik Turn        | 1-5       | Odd Grenland      | 9 maggio ore 18.30 |
| Tollnes            | 1-3       | Pors Grenland     | 9 maggio ore 18.30 |
| Lyngdal            | 1-2       | Mandalskameratene | 9 maggio ore 18.30 |
| Staal              | 0-6       | Viking            | 9 maggio ore 18.30 |
| Vidar              | 6-0       | Klepp             | 9 maggio ore 18.30 |
| Sandnes Ulf        | 1-2       | Vard Haugesund    | 9 maggio ore 18.30 |
| Stord              | 0-1       | Skjold IL         | 9 maggio ore 18.30 |
| Østsiden           | 2-0       | Fredrikstad       | 9 maggio ore 18.30 |
| Navestad           | 0-2       | Sprint-Jeløy      | 9 maggio ore 18.30 |
| Follo              | 2-3       | Manglerud Star    | 9 maggio ore 18.30 |
| Råde               | 5-6 (dts) | Eik-Tønsberg      | 9 maggio ore 18.30 |
| Hovding            | 1-2       | Nest-Sotra        | 9 maggio ore 18.30 |
| Fyllingen          | 3-2       | Gneist            | 9 maggio ore 18.30 |
| Løv-Ham            | 2-0       | Lyngbø            | 9 maggio ore 18.30 |
| Førde              | 2-0       | Florø             | 9 maggio ore 18.30 |
| Stranda            | 0-1       | Skarbøvik         | 9 maggio ore 18.30 |
| Sandnessjøen       | 0-7       | Bodø/Glimt        | 9 maggio ore 18.30 |
| Mjølner            | 2-1       | Tromsdalen        | 9 maggio ore 18.30 |
| Frigg              | 2-5       | Lyn Oslo          | 9 maggio ore 19.00 |
| Sør-Aurdal         | 0-3       | Sogndal           | 9 maggio ore 19.00 |
| Åmot               | 1-5       | Lillestrøm        | 9 maggio ore 19.00 |
| Kongsberg          | 0-3       | Strømsgodset      | 9 maggio ore 19.00 |
| Flint              | 0-3       | Moss              | 9 maggio ore 19.00 |
| Herkules           | 0-5       | Vindbjart         | 9 maggio ore 19.00 |
| Urædd              | 0-5       | Sandefjord        | 9 maggio ore 19.00 |
| Haugesund          | 2-0       | Nord              | 9 maggio ore 19.00 |
| Jotun              | 0-4       | Brann             | 9 maggio ore 19.00 |
| Langevåg           | 1-3       | Hødd              | 9 maggio ore 19.00 |
| Træff              | 1-3       | Clausenengen      | 9 maggio ore 19.00 |
| KFK Char'kov       | 0-9       | Molde             | 9 maggio ore 19.00 |
| Strindheim         | 6-1       | Tynset            | 9 maggio ore 19.00 |
| Levanger           | 0-4       | Verdal            | 9 maggio ore 19.00 |
| Steinkjer          | 3-0       | Stjørdals-Blink   | 9 maggio ore 19.00 |
| Fløya              | 0-2       | Skjervøy          | 9 maggio ore 19.00 |
| Ramfjord           | 0-8       | Tromsø            | 9 maggio ore 19.00 |
| Finnsnes           | 1-3       | Skarp             | 9 maggio ore 19.00 |
| Bossekop           | 0-11      | Rosenborg         | 9 maggio ore 19.00 |
| Kjelsås            | 3-0       | Asker             | 9 maggio ore 19.30 |
| Fauske/Sprint      | 4-1       | Steigen           | 9 maggio ore 19.30 |
| Haugerud           | 1-8       | Skeid             | 9 maggio ore 19.30 |
| Mercantile         | 4-1       | Bærum             | 9 maggio ore 19.30 |

### Secondo turno
|                   | Risultato |               | Data                |
| ----------------- | --------- | ------------- | ------------------- |
| Manglerud Star    | 3-2       | HamKam        | 12 giugno ore 19.00 |
| Byåsen            | 4-2       | Mjølner       | 13 giugno ore 17.00 |
| Skarbøvik         | 1-0       | Kongsvinger   | 13 giugno ore 17.30 |
| Hønefoss          | 1-0       | Strindheim    | 13 giugno ore 18.00 |
| Vard Haugesund    | 3-5       | Løv-Ham       | 13 giugno ore 18.00 |
| Stryn             | 0-4       | Molde         | 13 giugno ore 18.00 |
| Nest-Sotra        | 4-3       | Haugesund     | 13 giugno ore 18.30 |
| Kvik Halden       | 2-3       | Moss          | 13 giugno ore 19.00 |
| Østsiden          | 0-3       | Lillestrøm    | 13 giugno ore 19.00 |
| Sprint-Jeløy      | 1-2       | Strømsgodset  | 13 giugno ore 19.00 |
| Mercantile        | 1-6       | Odd Grenland  | 13 giugno ore 19.00 |
| Lyn Oslo          | 4-5       | Nybergsund    | 13 giugno ore 19.00 |
| Eidsvold Turn     | 1-2       | Ørn-Horten    | 13 giugno ore 19.00 |
| Raufoss           | 2-1       | Lillehammer   | 13 giugno ore 19.00 |
| Eik-Tønsberg      | 1-2       | Skeid         | 13 giugno ore 19.00 |
| Sandefjord        | 2-5       | Romerike      | 13 giugno ore 19.00 |
| Pors Grenland     | 0-2       | Vålerenga     | 13 giugno ore 19.00 |
| Vindbjart         | 1-6       | Viking        | 13 giugno ore 19.00 |
| Mandalskameratene | 1-3       | Vidar         | 13 giugno ore 19.00 |
| Bryne             | 4-3       | Fyllingen     | 13 giugno ore 19.00 |
| Skjold IL         | 0-6       | Brann         | 13 giugno ore 19.00 |
| Fana              | 1-3       | Start         | 13 giugno ore 19.00 |
| Sogndal           | 2-0       | Clausenengen  | 13 giugno ore 19.00 |
| Rosenborg         | 4-0       | Steinkjer     | 13 giugno ore 19.00 |
| Ranheim           | 2-6       | Hødd          | 13 giugno ore 19.00 |
| Mo                | 6-1       | Fauske/Sprint | 13 giugno ore 19.00 |
| Skjervøy          | 1-3       | Bodø/Glimt    | 13 giugno ore 19.00 |
| Alta              | 0-1       | Harstad       | 13 giugno ore 19.00 |
| Lørenskog         | 0-4       | Stabæk        | 13 giugno ore 19.00 |
| Tromsø            | 5-0       | Skarp         | 13 giugno ore 19.00 |
| Aalesund          | 1-0       | Førde         | 20 giugno ore 19.00 |
| Verdal            | 5-4       | Kjelsås       | 20 giugno ore 19.00 |

### Terzo turno
|              | Risultato |                | Data                |
| ------------ | --------- | -------------- | ------------------- |
| Skeid        | 1-2       | Bryne          | 27 giugno ore 18.00 |
| Strømsgodset | 5-1       | Verdal         | 27 giugno ore 18.00 |
| Moss         | 3-1       | Romerike       | 27 giugno ore 19.00 |
| Vålerenga    | 1-0       | Hønefoss       | 27 giugno ore 19.00 |
| Stabæk       | 3-1       | Raufoss        | 27 giugno ore 19.00 |
| Nybergsund   | 1-4       | Lillestrøm     | 27 giugno ore 19.00 |
| Ørn-Horten   | 2-1       | Byåsen         | 27 giugno ore 19.00 |
| Odd Grenland | 4-1       | Manglerud Star | 27 giugno ore 19.00 |
| Start        | 2-0       | Aalesund       | 27 giugno ore 19.00 |
| Viking       | 5-0       | Vidar          | 27 giugno ore 19.00 |
| Brann        | 6-1       | Nest-Sotra     | 27 giugno ore 19.00 |
| Løv-Ham      | 0-3       | Sogndal        | 27 giugno ore 19.00 |
| Molde        | 6-0       | Skarbøvik      | 27 giugno ore 19.00 |
| Hødd         | 6-3       | Rosenborg      | 27 giugno ore 19.00 |
| Bodø/Glimt   | 3-0       | Mo             | 27 giugno ore 19.00 |
| Harstad      | 0-1       | Tromsø         | 27 giugno ore 19.00 |

### Quarto turno
|            | Risultato |              | Data                |
| ---------- | --------- | ------------ | ------------------- |
| Brann      | 6-0       | Ørn-Horten   | 18 luglio ore 19.00 |
| Vålerenga  | 2-0       | Moss         | 25 luglio ore 19.00 |
| Lillestrøm | 5-1       | Strømsgodset | 25 luglio ore 19.00 |
| Bryne      | 3-2       | Molde        | 25 luglio ore 19.00 |
| Sogndal    | 2-1       | Start        | 25 luglio ore 19.00 |
| Hødd       | 0-1       | Odd Grenland | 25 luglio ore 19.00 |
| Bodø/Glimt | 1-3       | Viking       | 25 luglio ore 19.00 |
| Tromsø     | 2-0       | Stabæk       | 25 luglio ore 19.00 |

### Quarti di finale
|              | Risultato |           | Data                |
| ------------ | --------- | --------- | ------------------- |
| Viking       | 1-0       | Tromsø    | 1º agosto ore 19.00 |
| Odd Grenland | 2-0       | Sogndal   | 22 agosto ore 17.30 |
| Bryne        | 3-2       | Vålerenga | 22 agosto ore 17.30 |
| Lillestrøm   | 3-0       | Brann     | 22 agosto ore 17.30 |

### Semifinali
|        | Risultato |              | Data                   |
| ------ | --------- | ------------ | ---------------------- |
| Bryne  | 4-0       | Lillestrøm   | 23 settembre ore 14.00 |
| Viking | 2-1       | Odd Grenland | 23 settembre ore 19.00 |

### Finale
| Arbitro: | Alseth (Stjørdal) |

|  |           |                                          |
|  | Marcatori | 4’ (aut.) Eskeland 56’ Berre 72’ Tihinen |

| Bryne | Viking |

#### Formazioni
| Bryne (4-5-1)   |    |                      |     |     |
|                 |    |                      |     |     |
| POR             | 1  | Roger Eskeland       |     |     |
| TD              | 17 | Anders Friberg       | 73’ | 62’ |
| DC              | 2  | Marcus Andreasson    |     |     |
| DC              | 21 | Knut Henry Haraldsen |     |     |
| TS              | 5  | Ole Hjelmhaug        |     |     |
| CLD             | 3  | Pål Håpnes           |     |     |
| CEN             | 7  | Jonas Jonsson        |     |     |
| CEN             | 10 | Lasse Strand         | 65’ |     |
| CEN             | 16 | Kai Ove Stokkeland   | 58’ |     |
| CLS             | 11 | Pierre Gallo         |     |     |
| ATT             | 26 | Dejan Pavlovic       |     |     |
| A disposizione: |    |                      |     |     |
| POR             | 12 | Svein Bø             |     |     |
| ATT             | 6  | Geir Atle Undheim    | 65’ |     |
| ATT             | 8  | Rune Medalen         |     |     |
| DIF             | 15 | Einar Braut          |     |     |
| CEN             | 19 | Trond Bjørnsen       |     |     |
| CEN             | 23 | Peter Olofsson       | 73’ |     |
| CEN             | 28 | Kenneth Giske        | 58’ |     |
| Allenatore:     |    |                      |     |     |
| Reine Almqvist  |    |                      |     |     |

| Viking (4-4-2)    |    |                       |  |     |
|                   |    |                       |  |     |
| POR               | 1  | Bo Andersen           |  |     |
| TD                | 3  | Bjørn Dahl            |  |     |
| DC                | 4  | Hannu Tihinen         |  |     |
| DC                | 20 | Toni Kuivasto         |  |     |
| TS                | 5  | Thomas Pereira        |  |     |
| CLD               | 18 | Tom Sanne             |  | 83’ |
| CEN               | 15 | Brede Hangeland       |  |     |
| CEN               | 19 | Trygve Nygaard        |  |     |
| CLS               | 11 | Morten Berre          |  |     |
| ATT               | 10 | Erik Nevland          |  | 79’ |
| ATT               | 16 | Jørgen Tengesdal      |  | 85’ |
| A disposizione    |    |                       |  |     |
| POR               | 1  | Tore Snørteland       |  |     |
| CEN               | 6  | Bjarte Lunde Aarsheim |  | 85’ |
| ATT               | 8  | Bjørn Berland         |  | 79’ |
| ATT               | 9  | Benjamin Wright       |  |     |
| CEN               | 14 | Leif Gunnar Smerud    |  |     |
| DIF               | 17 | Kristian Sørli        |  | 83’ |
| ATT               | 21 | Trond Heggestad       |  |     |
| Allenatore:       |    |                       |  |     |
| Benny Lennartsson |    |                       |  |     |